# Brachiopterna
Brachiopterna är ett släkte av tvåvingar. Brachiopterna ingår i familjen borrflugor.
Kladogram enligt Catalogue of Life:
| Brachiopterna | \| \| Brachiopterna katonae \| \| \| \| \| \| Brachiopterna ornithomorpha \| \| \| \| |
|               | \| \| Brachiopterna katonae \| \| \| \| \| \| Brachiopterna ornithomorpha \| \| \| \| |
|               | Brachiopterna katonae                                                                 |
|               |                                                                                       |
|               | Brachiopterna ornithomorpha                                                           |
|               |                                                                                       |